# Ambolodia Sud
Ambolodia Sud ou Ambolodia Atsimo est une ville et une commune urbaine de l'Ouest de Madagascar, appartenant au district de Besalampy, appartenant à la région de Melaky, dans la province de Majunga.

## Démographie
La population est estimée à environ 2 000 habitants en 2001.

## Économie
90 % de la population travaille dans le secteur agricole. Les principales cultures sont principalement le riz, l'huile de palme et le manioc.